# Middle Fork Koyukuk River
Der Middle Fork Koyukuk River ist der etwa 125 Kilometer lange linke Quellfluss des Koyukuk River im US-Bundesstaat Alaska.

## Flusslauf
Der Middle Fork Koyukuk River entsteht am Zusammenfluss von Bettles River (links) und Dietrich River (rechts) im Süden der Brookskette auf einer Höhe von 429 m. Er fließt anfangs in südsüdwestlicher Richtung durch Nordzentral-Alaska. Der Dalton Highway und die Trans-Alaska-Pipeline folgen dem Flusslauf bis Flusskilometer 47. Entlang dem Flusslauf liegen die Orte Wiseman und Coldfoot. Ein größerer Nebenfluss ist der Hammond River von rechts. Der Middle Fork Koyukuk River wendet sich im Unterlauf allmählich nach Westen. Auf den letzten 31 Kilometern bildet er die südliche Grenze des Gates-of-the-Arctic-Nationalparks. Der Middle Fork Koyukuk River trifft schließlich auf den North Fork Koyukuk River und vereinigt sich mit diesem zum Koyukuk River. 

## Einzugsgebiet
Der Middle Fork Koyukuk River entwässert ein Areal von etwa 4335 km². Das Einzugsgebiet grenzt im Westen an das des North Fork Koyukuk River, im Norden an die Einzugsgebiete von Itkillik River und Atigun River, im Nordosten an das des North Fork Chandalar River sowie im Südosten und im Süden an das Einzugsgebiet des South Fork Koyukuk River.

## Hydrologie
Der mittlere Abfluss (MQ) bei Wiseman beträgt 22,5 m³/s. Die größten Abflüsse treten zwischen Mai und September auf, mit einem Maximum der mittleren monatlichen Abflüsse im Juni mit einem Wert von 100 m³/s.

## Flussfauna
Zur Flussfauna des Middle Fork Koyukuk River gehören Königslachs, Ketalachs, Dolly-Varden-Forelle, Arktische Äsche und Coregoninae (whitefish).